# Loi Taft-Hartley
La loi Taft-Hartley est une loi américaine entrée en vigueur le 23 juin 1947 qui régit les relations entre le syndicat et le patronat. Le président Harry S. Truman s'y était opposé en vain. La loi proposée par le Parti républicain restreint les prérogatives des syndicats et limite le droit de grève des employés dans les entreprises du pays par plusieurs dispositions :
- Les débrayages spontanés sont illégaux, un préavis de grève de 60 jours est imposé quand l'objectif est une nouvelle convention collective. Aucun préavis n'est exigé lorsqu'un accord arrive à terme.

- Le droit de grève des fonctionnaires fédéraux, des fonctionnaires d'États et des fonctionnaires des collectivités locales leur est retiré.[réf. nécessaire]

- Le closed shop est interdit : les employés ne doivent pas nécessairement appartenir au syndicat pour être embauchés. L'union shop (en) reste permis : les ouvriers peuvent devoir se syndiquer après leur embauche. Cependant, les États peuvent interdire les contrats entre entreprises et syndicats dont l'objet est le renvoi des travailleurs refusant de se syndiquer.

- Droit au gouvernement fédéral des États-Unis d’interdire/arrêter une grève qui met en danger la sécurité nationale.

- Les dirigeants syndicaux sont obligés de prêter serment de non-communisme. Cette disposition est déclarée anticonstitutionnelle en 1965.